# NGC 6289
NGC 6289 est une lointaine galaxie lenticulaire située dans la constellation du Dragon. Sa vitesse par rapport au fond diffus cosmologique est de 10 942 ± 30 km/s, ce qui correspond à une distance de Hubble de 161,4 ± 11,3 Mpc (∼526 millions d'al). NGC 6289 a été découverte par l'astronome américain Edward Swift en 1884.